# Hood of Horror
Hood of Horror (auch bekannt als Snoop Dogg’s Hood of Horror) ist ein US-amerikanischer Episoden-Horrorfilm aus dem Jahr 2006. Regie führte Stacy Title, als Host führt der Rapper Snoop Dogg durch die Handlung.

## Handlung
In einer kurzen Zeichentrickhandlung wird der Werdegang von Devon zum „Hound of Hell“ (HOH) erzählt. Nachdem Devon während eines Drogentrips versehentlich seine Schwester getötet hat, schließt er einen Deal mit dem Dämonen Liore. Er verpflichtet sich zum Dienst für die Hölle, dafür kommt seine Schwester ins Leben zurück. Der HOH sammelt nun Seelen für die Hölle ein.

### Crossed Out
Posie, eine Graffiti-Sprayerin, bekommt Ärger mit einer Gang, die ihre Graffiti übersprühen. Auf einem Dach gerät sie in die Fänge des Voodoo-Priesters Derelict, der ihr eine besondere Gabe zuteilwerden lässt: Sie kann nun Menschen töten, indem sie ihre Tags übersprüht. Zunächst rächt sie sich an der Drei-Mann-Gang, die sie verfolgte. Doch sie wird immer gieriger, bis Derelict ihr die Gabe wieder wegnimmt und sie von einer Zombie-Gang aus ihren früheren Opfern töten lässt.

### The Scumlord
Nachdem Tex Woods Jr. seinen Vater, einen Ölmillionär, umgebracht hat, muss er gemäß dessen Testament ein Jahr bei Vietnamkriegsveteranen wohnen, die früher zur Einheit seines Vaters gehört haben. Der derb rassistische Erbe nutzt seine Stellung als Hausbesitzer aus und lässt sich zunächst von den Senioren ein Penthouse im Obergeschoss herrichten, wo er mit seiner Freundin Tiffany in Saus und Braus lebt, während die Veteranen unten vor die Hunde gehen. Als er auch noch die Pflegerin umbringt und einer der Veteranen an mangelnder medizinischer Versorgung stirbt, entschließen sich die Veteranen zurückzuschlagen. Sie foltern Tex und stopfen seine Freundin so lange mit Kaviar voll, bis diese platzt. Anschließend werfen sie Tex in einem Rollstuhl die Treppe herunter.

### Rapsody Askew
Sod und Quon sind zwei aufstrebende Rapstars. Als Quon bei einem Überfall getötet wird, steigt Sod endgültig zum Star auf. Bei einer After-Show-Party einer Preisverleihung sperrt Devon in Gestalt einer älteren Frau Sod in einen Raum ein und konfrontiert ihn mit seinen Sünden. Sod will aber nicht zugeben, dass er und sein Manager Jersey hinter der Ermordung von Quon stecken. Also lässt Devon Quon als Geist auftreten, der ihn mit seiner Tat konfrontiert. Als Jersey den Raum betritt, tötet Sod diesen bei dem Versuch, Quon zum zweiten Mal zu töten. Da bemerkt er, dass das Ganze eine Falle war. Verzweifelt versucht er, sich den Weg frei zu schießen, wird jedoch von der Polizei hingerichtet.

### Epilogue
HOH erklärt, dass jeder der Personen die Möglichkeit gehabt hätte, sein Schicksal selbst zu bestimmen, wenn er nur bereut hätte. Dann führt er den Zuschauer in die Hölle, wo er mit einem Rapsong noch einmal durch den Film führt.

## Hintergrund
Der Film ist als Hommage an die alten EC Comics der 1940er und 1950er konzipiert. Zu dieser Grundkonzeption gehört der Host, der durch die Handlung führt. Dabei konzentrierten sich die Drehbuchautoren Jacob Hair, Tim Sullivan, Chris Kobin und Jonathan McHugh von Anfang an auf Snoop Dogg. Noch bevor der Vertrag mit ihm unterschrieben war, ließen sie Filmplakate und Comics mit dessen Konterfei anfertigen. Die zweite Basis, die an die EC-Comics angelehnt ist, sind Horrorgeschichten mit einem schlechten Ende für die bösen Menschen der Geschichte, die in diesem Fall Opfer des Teufels, stellvertreten durch den Host, werden.
Die Zeichentrick-Sequenzen am Anfang und am Schluss wurden vom japanischen Studio Madhouse angefertigt.

## Veröffentlichung
Der Film wurde 2006 auf dem Filmfestival von Cannes uraufgeführt. In den USA fand die Premiere am 18. Oktober 2006 statt. Der Kinostart war am 4. Mai 2007. In Deutschland lief der Film im Rahmen des Fantasy Filmfests am 13. August 2008. Der Film fiel insgesamt dreimal durch die FSK-Prüfung. Die ungekürzte Fassung wurde am 2. März 2007 veröffentlicht und von einer Juristenkommission als strafrechtlich unbedenklich freigegeben. Diese Fassung wurde am 28. Dezember 2007 indiziert. Es existiert außerdem eine um knapp eine Minute gekürzte Version als Kauf-DVD freigegeben ab 18 Jahren. Die Indizierung des Films wurde im März 2018 wieder aufgehoben.

## Kritik
Hood of Horror erntete auf Grund seines Konzeptes sowohl Lob, als auch Kritik. Viele Kritiker fühlten sich gut unterhalten, gaben aber zu Bedenken, dass der Episodenfilm vor allem als Trashfilm funktioniert und kein ernsthafter Film zu erwarten sei. Zudem seien sowohl die Art der Geschichtenerzählung, als auch Snoop Doggs Darstellung klar an Geschichten aus der Gruft angelehnt und kaum neue Ideen vorhanden.

„Der Film ist mit unübersehbarer Liebe zum Genre gefertigt und bei aller Billigkeit eine höchst zufriedenstellende Arbeit: Regisseuse Stacy Title geht ans Werk wie Peter Jackson in seinen frühen Jahren, verschüttet mit Begeisterung Kunstblut, rammt Bierflaschen durch Köpfe und sorgt dafür, daß sich stilsichere digitale Effekte mit Latexmasken und Make-up-Eskapaden paaren. So entsteht konsequent humorvoll ein Panoptikum aus extremen Gewalt- und Gore-Szenen mit ausreichend Sex & Crime. Da steckt sicher nicht wenig Geld drin, und es wurde weise investiert: Schon seit Ewigkeiten hat es kein Horrorfilm mehr geschafft, so zielsicher ins Herz des Trash-Liebhabers zu treffen und dabei so witzig zu sein, ohne das Genre in Ironie zu ertränken.“

„Die Geschichten von unterschiedlicher Qualität werden durch kurze Zeichentrickfilme im Stile alter Horrorshows gerahmt. Insgesamt durchaus abwechslungsreiche Unterhaltung.“